# Łukoil
Łukoil, Lukoil, ŁUKoil, właściwie OAO Nieftianaja kompanija „ŁUKOJŁ” (ros. ПАО «Нефтяная компания „Лукойл“») – drugie pod względem wielkości rosyjskie przedsiębiorstwo naftowe. Powstało w 1991 roku z połączenia trzech zakładów państwowych: „Łangiepasnieftiegaz”, „Urajnieftiegaz” i „Kogałymnieftiegaz”. Ich nazwy pochodziły od miast w zachodniej Syberii: Łangiepas, Uraj i Kogałym. Pierwotnie przedsiębiorstwo nazywało się „ŁangiepasUrajKogałymnieft (ŁUKOJŁ)” (ЛангепасУрайКогалымнефть (ЛУКОЙЛ)). W 1993 przedsiębiorstwo przekształcono w spółkę akcyjną (OAO, „otwarte towarzystwo akcyjne”) pod obecną nazwą. Skrótowiec „ŁUKoil” powstał z pierwszych liter połączonych jednostek oraz angielskiego słowa oil („ropa naftowa”).
W roku 2006 Łukoil wyprodukował ponad 95 milionów ton ropy naftowej i wydobył 13 miliardów metrów sześciennych gazu ziemnego. 16 kwietnia 2007 wartość giełdowa spółki wyniosła 73 miliardy dolarów. Przedsiębiorstwo zatrudnia ponad 100 tysięcy pracowników. W Polsce posiadało 115 stacji paliw, poprzednio funkcjonujących pod marką Jet, w większości zakupionych od amerykańskiego koncernu ConocoPhillips, wycofującego się z europejskiego rynku detalicznego.
W roku 2002 Łukoil, w konsorcjum z brytyjskim Rotch Energy, bezskutecznie dążył do przejęcia gdańskiego Lotosu, jednak Rotch Energy ostatecznie utworzył konsorcjum z PKN Orlen, a przetarg prywatyzacyjny został unieważniony przez Ministerstwo Skarbu Państwa. Łukoil był także konkurentem Orlenu do przejęcia litewskiej rafinerii w Możejkach w latach 2005–2006. Jesienią 2009 roku prezes Łukoilu ogłosił wycofanie koncernu z planów dynamicznej rozbudowy sieci stacji i budowy terminalu paliwowego w Polsce. Powodem zamrożenia inwestycji miało być negatywne nastawienie Polaków do rosyjskiego biznesu.
Łukoil wydobywa ropę naftową w Rosji, Azerbejdżanie, Kazachstanie, Egipcie i Iraku. Swoje stacje paliw posiada w 11 państwach w Europie i Stanach Zjednoczonych.
Do koncernu należy linia lotnicza Łukoil-Awia.